# ТЕС Аджман
25°24′11″ пн. ш. 55°57′4″ зх. д. / 25.40306° пн. ш. 55.95111° зх. д.
ТЕС Аджман – теплова електростанція на північному сході Об'єднаних Арабських Еміратів у місті Аджман (центр однойменного емірату, розташований на узбережжі Перської затоки біч-о-біч з містом Шарджа).
Традиційним обладнанням цієї ТЕС є встановлені на роботу у відкритому циклі газові турбіни. Зокрема, у 1992-му та 1995 сюди постачили чотири турбіни типу General Electrical Frame 6В (MS6001B) потужністю по 30 МВт.
Як засвідчують знімки з геоінформаційних систем, станом на середину 2000-х на майданчику станції також знаходилось ще 5 менших турбін, котрі демонтували у 2014 – 2016 роках.
Як паливо ТЕС Аджман використовує нафтопродукти та природний газ. Останній подається із сусіднього емірату, де ще в 1980-х газопереробний завод Саджаа сполучили газопроводом із містом Шарджа.